# Pietro Paolo Caporella
Pietro Paolo Caporella, detto anche Neapolitanus (Potenza, XV secolo – Crotone, 1556), è stato un vescovo cattolico, teologo e scrittore italiano.

## Biografia
Nato nella seconda metà del XV secolo, fu religioso dell'Ordine dei frati minori conventuali, maestro di Sacra Teologia, scrittore e valente predicatore. Fondatore del Monte di Pietà, intervenne al Concilio di Trento negli anni 1545-1547 partecipando a varie Congregazioni.
Il 28 settembre 1552 fu nominato vescovo di Crotone, dove morì nel 1556.
Attualmente nel Centro storico di Potenza è intitolata una strada alla famiglia Caporella.